# Alstom
Alstom er en fransk multinational konglomeratvirksomhed indenfor elektricitets- og transportmarkedet. I regnskabsåret 2010-2011 havde Alstom en omsætning på over € 20,9 mia., og beskæftigede mere end 85.000 medarbejdere i 70 lande. Alstom's hovedsæde ligger i Levallois-Perret, Paris.
Alstom er aktiv indenfor vandkraft, kernekraft og miljøteknologi. Virksomheden er desuden fabrikant af AGV, TGV, og Eurostar togene, såvel som Citadis-letbaner. Indenfor det urbane transportmarked fremstiller Alstom regionaltog, signalanlæg og en række services.

## Historie
Alsthom blev etableret i 1928 ved en sammenlægning af Thomson-Houston og Société Alsacienne de Constructions Mécaniques (SACM). Første fabrik var i Belfort, Frankrig.
I 2014 købte Alsthom`s konkurrent General Electric (GE) en stor del af Alstom. (Pierucci 2019).
Om Pierucci og USA vs Frankrig geopolitisk rivalisering, se BBC 2019.
I februar 2020 indgik Alstom en aftale om at overtage transportdivisionen fra den økonomisk udfordrede Bombardier Inc. Overtagelsen blev endeligt gennemført i januar 2021.